# Сулейманов, Ренат Исмаилович
Рена́т Исмаи́лович, Сулейма́нов (род. 24 декабря 1965, РСФСР, СССР) — российский общественный и политический деятель. Депутат Государственной думы Федерального собрания Российской Федерации VIII созыва. Член комитета Государственной Думы по аграрным вопросам.
Из-за вторжения России на Украину, находится под международными санкциями Евросоюза, США, Великобритании и ряда других стран.

## Биография[2]
Родился 24 декабря 1965 года в Новосибирске .
Срочную военную службу проходил в ракетных войсках СибВО в Красноярске. Ему присвоено офицерское звание. После армии работал в «Новосибирскметрострое», участвовал в строительстве первого в Сибири метро, избирался секретарем комитета комсомола «Новосибирскметростроя».
В 1989 году избран вторым секретарем Центрального райкома ВЛКСМ.
В 1989 году вступил в Коммунистическую партию. Состоит в КПРФ с момента её восстановления. Избран в состав Центрального райкома КПРФ и обкома КПРФ, член Бюро Новосибирского обкома КПРФ.
С 1990 года — председатель Общественного Фонда социальной защиты молодежи, организации, созданной с целью реализации социальных программ в области молодёжной политики и защиты прав молодых граждан.
В 1990—1993 годах избирался депутатом Центрального районного Совета народных депутатов, был членом Малого Совета, председателем комиссии по делам молодежи. Автор первого проекта Закона Новосибирской области «О молодежи», и более чем 50 нормативно-правовых актов городского Совета. Был членом общественного Совета по разработке стратегического плана устойчивого развития города Новосибирска, возглавлял комиссию по молодёжной политике.
В Совете депутатов города Новосибирска работал пять созывов, избиратели оказывали ему доверие в 1996, 2000, 2005, 2010, 2015 годах.
В период с 2000 по 2004 год он возглавлял постоянную комиссию по местному самоуправлению, общественной безопасности и взаимодействию со СМИ.
С апреля 2004 года по апрель 2005 работал заместителем председателя городского Совета.
С февраля 2006 года по июль 2011 года — секретарь обкома КПРФ по пропаганде и агитации.
В 2006 году окончил Новосибирский юридический институт Томского государственного университета. Окончил факультет общественных профессий по специальности «Журналистика», Московскую школу политических исследований.
С июля 2011 года Сулейманов Ренат Исмаилович является вторым секретарем Новосибирского обкома КПРФ.
С 2005 года по 2020 год возглавлял депутатское объединение КПРФ в городском Совете. С ноября 2008 года был кандидатом в члены ЦК КПРФ. С мая 2017 года является членом ЦК КПРФ.
В сентябре 2021 года получил мандат депутата Государственной Думы VIII созыва от партии КПРФ.